# Palé
Palé là một thị trấn thuộc hạt Baranya, Hungary. Thị trấn này có diện tích 2,15 km², dân số năm 2010 là 107 người, mật độ 50 người/km².